# 메디아 (지역)

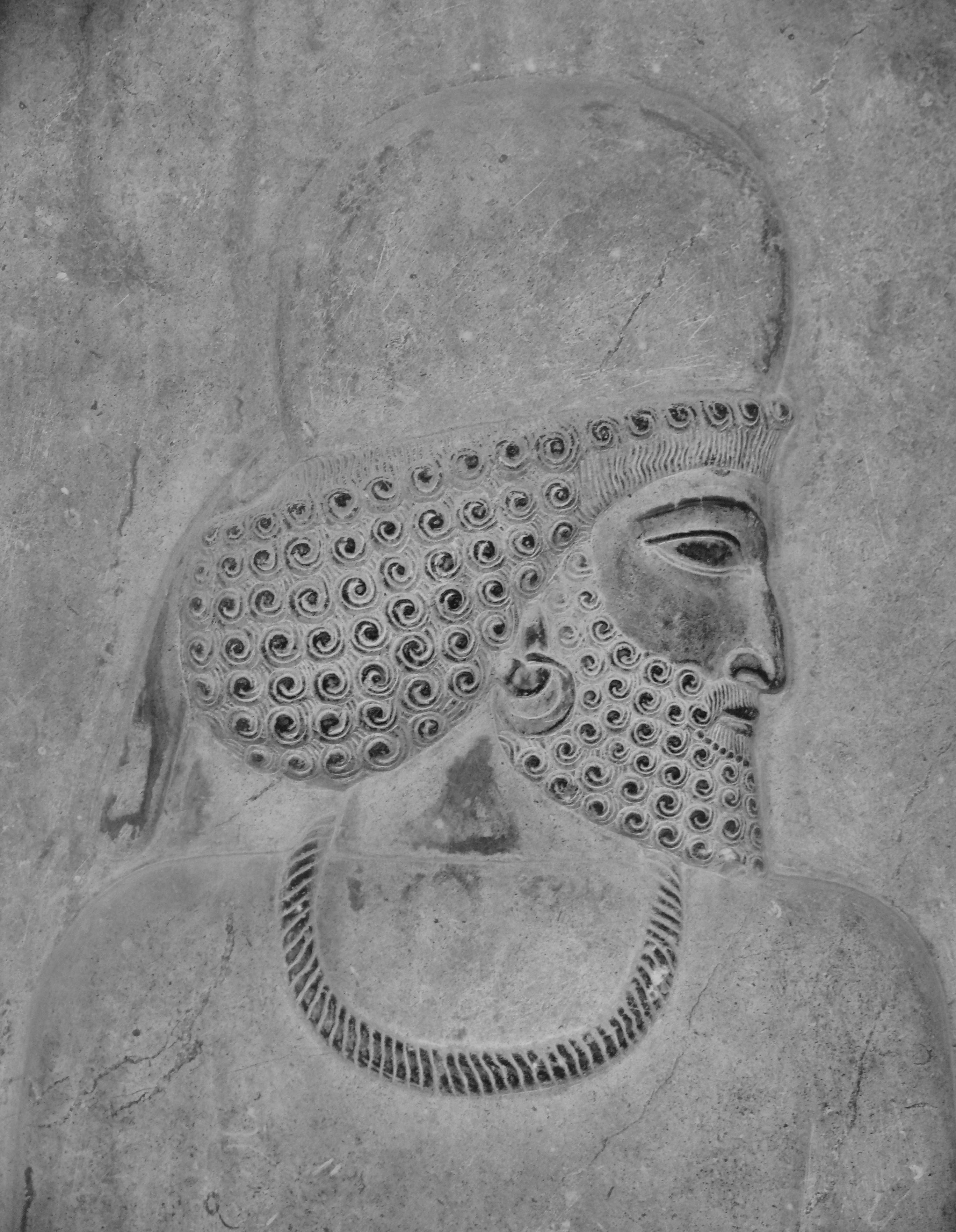
페르세폴리스에 있는 메디아인 석제 부조

메디아(고대 페르시아어: 𐎶𐎠𐎭 Māda, 중세 페르시아어: Mād)는 이란의 북서부 지방에 있는 지역으로, 메디아인들의 정치적 그리고 문화적 기반을 둔 곳으로 잘 알려져 있다. 아케메네스 왕조 기간, 오늘날 아제르바이잔, 이란령 쿠르디스탄 그리고 서부 타바리스탄으로 이뤄져 있었다. 아케메네스 조 시기 사트라피의 하나로서, 북쪽으로는 다게스탄 남부까지 뻗어 있는, 넓은 지역을 포함했을 것이다. 하지만, 알렉산드로스 대왕의 전쟁 이후, 메디아의 북쪽 지역들은 바빌론 회의 때문에 떨어져 나가게 되었고 '아트로파테네'로 알려지게 된 한편, 나머지 지역은 '소 메디아'로 알려졌다.

## 역사

### 메디아인 시기

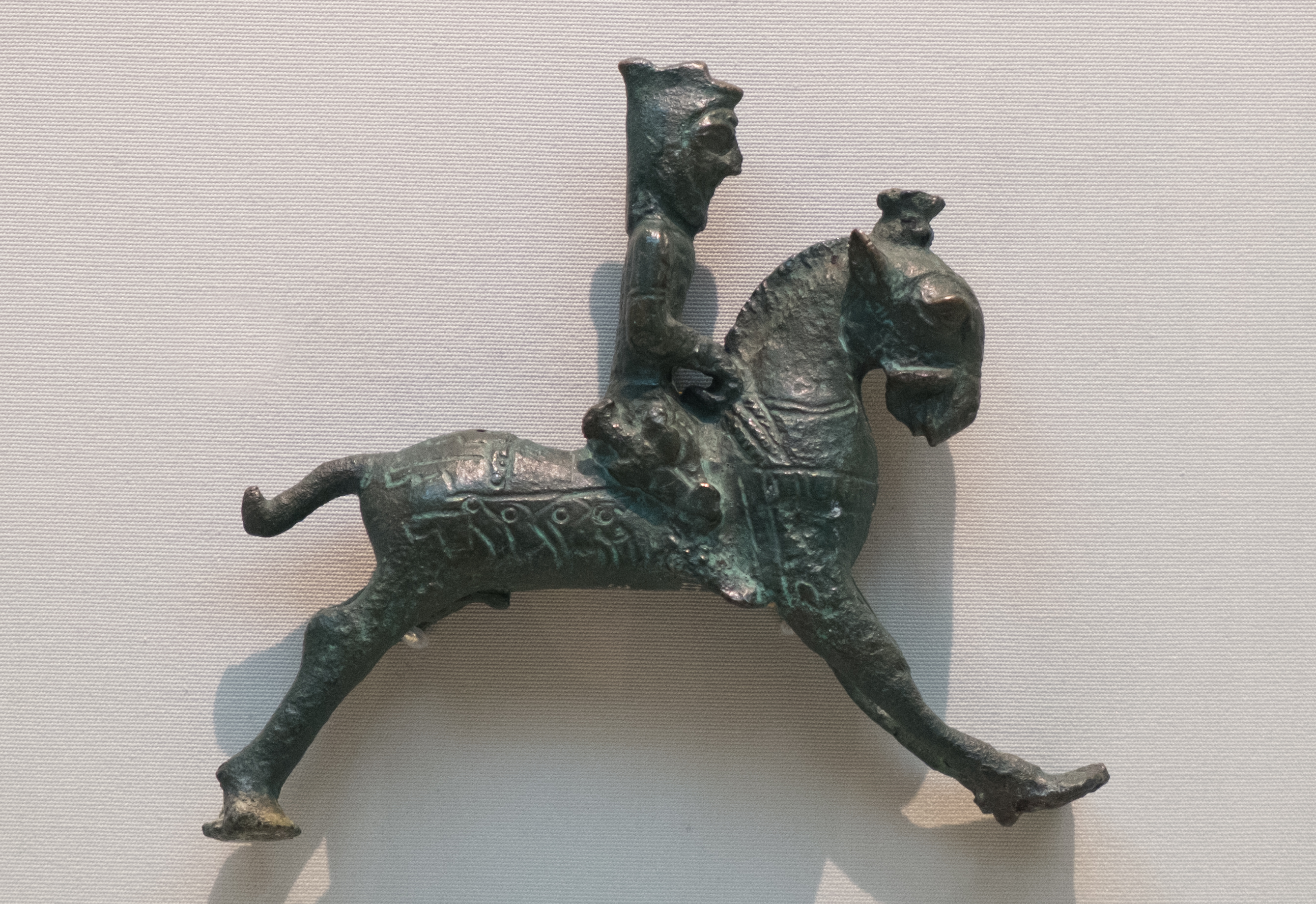
메디아인 복식을 하고 있는 기수를 묘사한, 기원전 6-4세기에 만들어진 아케메네스 왕조 시기의 미술품 (대영박물관 소장)

기원전 678년에, 데이오케스는 메디아 지방의 메디아인 부족들을 통일시켜 최초의 이란계 제국을 건설하였다. 그의 손자 키악사레스는 고대 이란의 모든 이란계 부족들을 통일시켜내며 그의 제국을 열강으로 만들어냈다. 키악사레스가 사망하면서, 그의 뒤를 아들인 아스티아게스가 이어받았는데, 그는 마지막 메디아 제국의 통치자였다.

### 아카메네스 왕조 시기

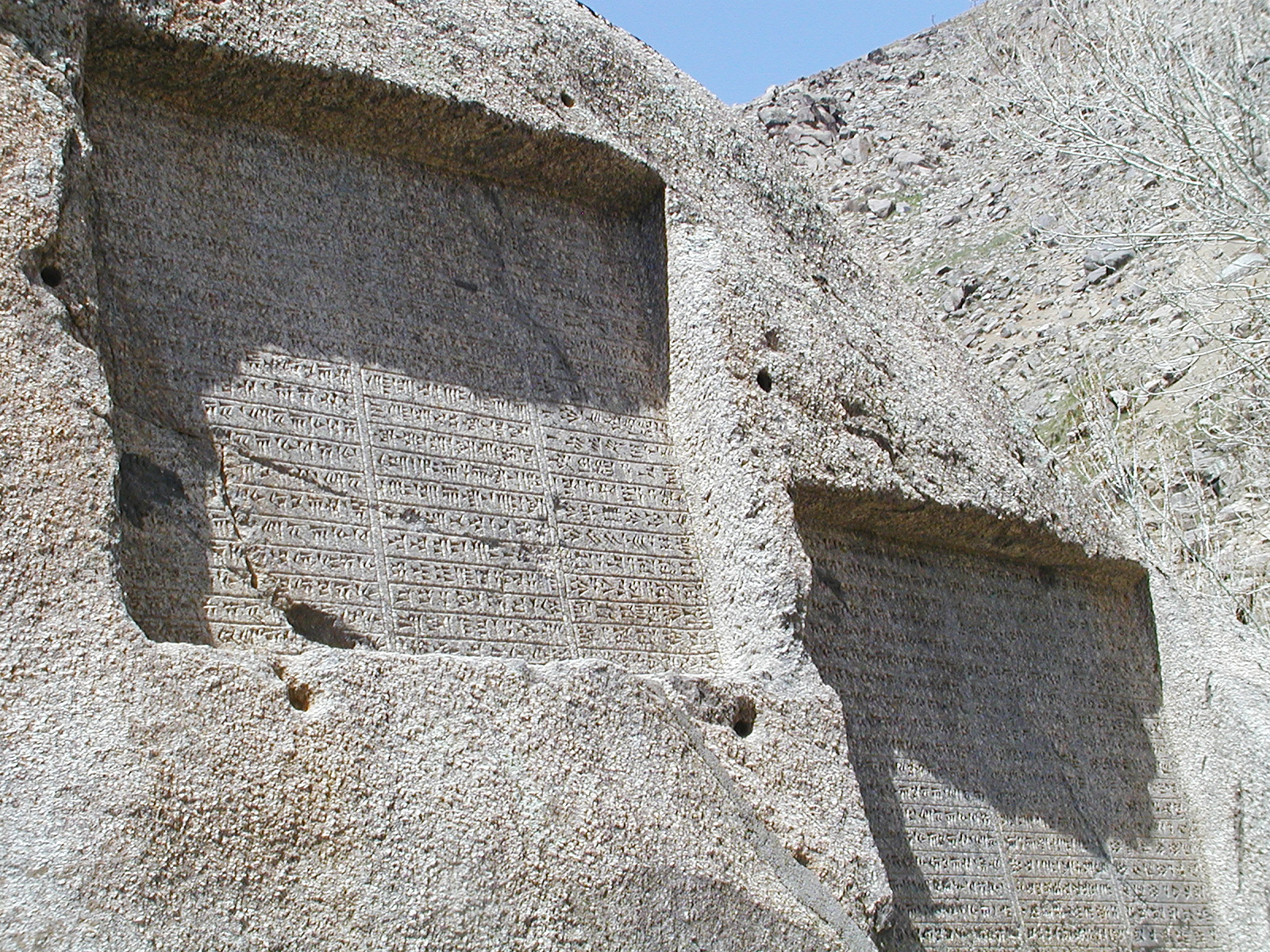
엑바타나의 간즈나메 (보물 서간). 간즈나메는 다리우스 1세와 그의 아들 크세르크세스 1세가 만든 것이다

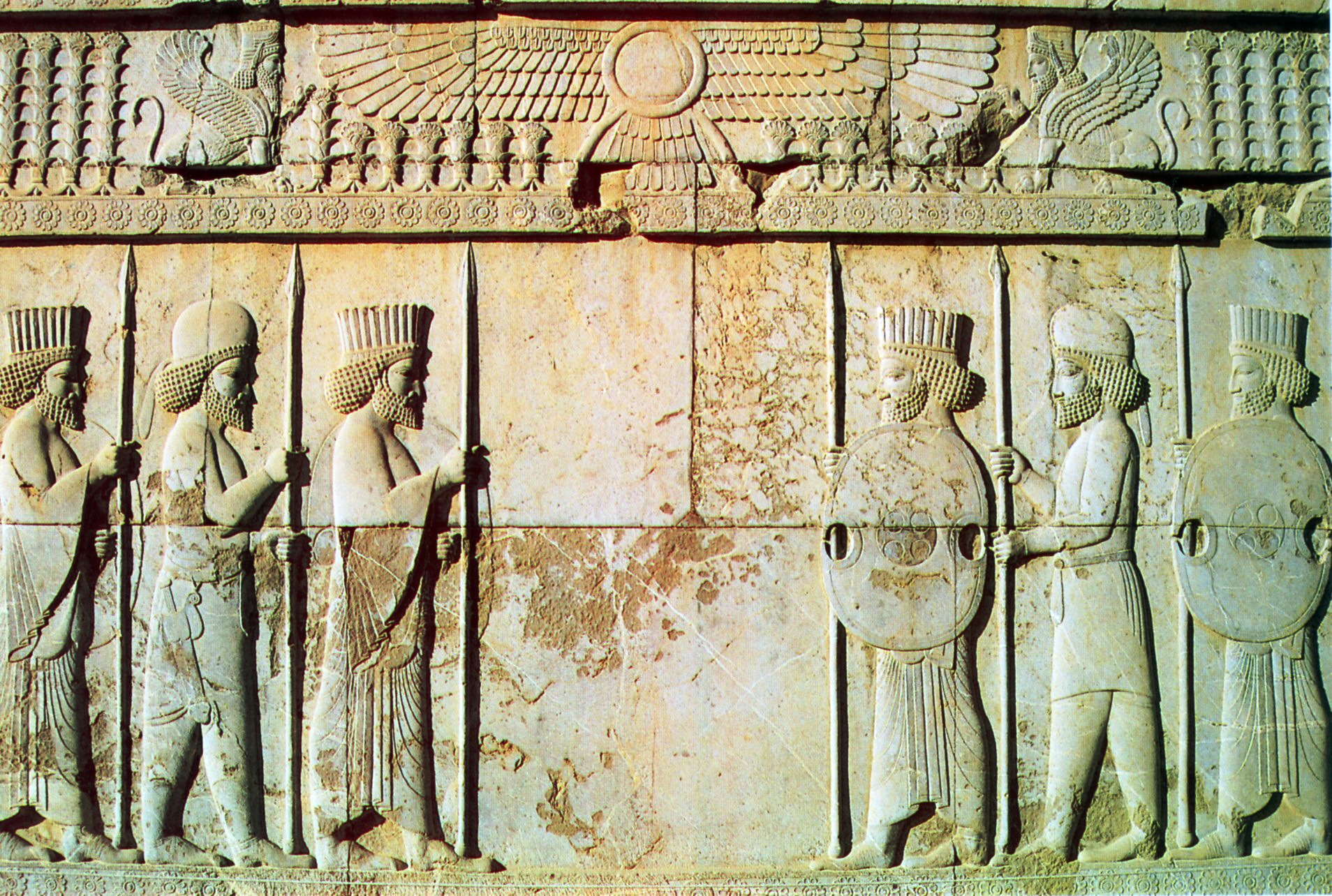
아파다나홀에 있는 전통 복장을 한 페르시아와 메디아인 병사에 대한 부조 (메디아인 병사들은 둥그런 모자와 부츠를 착용하고 있다)

기원전 553년에, 페르시아의 키루스 대왕은 자신의 조부이자, 키악세레스의 아들인 메디아 왕 아스티아게스에게 반기를 일으켰고, 마침내 키루스는 기원전 550년에 그에게 결정적 승리를 거두었는데 이에 실망한 메디아 귀족들이 아스티아게스를 붙잡아 지체없이 키루스에 넘겼다.
키루스가 아스티아게스에게 승리를 거둔 뒤, 메디아인들은 자신들과 가까운 민족인 페르시아인들의 피지배 민족이 되었다. 이 새로운 제국에서 메디아인들은 높은 지위를 유지하였는데 영전 및 전시에서, 페르시아인 다음으로 높은 지위에 있었으며 메디아의 궁정 의례가 새 통치자들에게 받아들여져, 페르시아 통치자들은 여름 시기에 엑바타나에서 몇 달을 거주하였다. 또한 여러 메디아 귀족들이 관료, 사트라프, 장군 등으로 기용되었다. 초창기 때 그리스 역사가들은 아케메네스 제국을 메디아 제국이라고 나타내기도 했다.
스메르디스의 암살이 벌어진 뒤, 키악세레스의 후손이라 주장하는 메디아인 프라바르티시(Fravartish, 프라오르테스)는 메디아 왕국을 복원하려 했으나, 페르시아 군대에 패하고 말았고 엑바타나에서 처형당하였다 (베히스툰 비문 내 다리우스 1세 부분). 기원전 409년에 다리우스 2세를 상대로 벌어진 또 다른 반란이 일시적으로 있었다. 그런데 북방 지역의 이란계 부족들, 그 중에서도 특히나 카두시족( Cadusii)이 언제나 골치의 대상이었는데, 후대의 페르시아 지배자들이 이들을 상대로 다수의 실패로 끝난 원정을 벌였다고 언급된다.
페르시아 시대 때, 메디아는 두 개의 사트라피로 분리되어 있었는데, 엑타바나와 르하가이 (오늘날 테헤란 인근 레이)가 위치하고 흔히 메디아 본토 및 대 메디아로 불린 남쪽 지방은 파리카니족 (Paricanians)과 오르토코리반테스족(Ορθοκορυβαντες)과 함께 묶어 다리우스 1세의 제11 사트라피를 형성했으며, 자그로스산맥 및 아시리아 본토 (티그리스강 동쪽)와 함께 묶인 마티아네 구역으로 구성된 남쪽 지방은 알라로디족(Ἀλαρόδιοι)과 아르메니아 동부의 사스페이레스족 등과 같이 있었고, 제18 사트라피를 형성하였다.
캅카스 알바니아 (오늘날 아제르바이잔 북동부와 다게스탄 남부 등으로 대략적으로 구성)는 후대에 아케메네스의 페르시아군에 빠르게 합병되었고 메디아 샤트라프의 통치 하에 있었다
페르시아 제국이 쇠퇴하고 카두시족과 그 외의 산악 부족들이 독립을 하자, 동부 아르메니아는 특별 사트라피 구역이 되었고, 동시에 아시리아 사트라피는 메디아 지역과 합해진 것으로 보인다. 따라서 크세노폰의 '아나바시스'는 아시리아를 메디아라는 이름으로 항상 가리켰다.

### 셀레우코스 시기
기원전 330년 여름에 알렉산드로스의 메디아 사트라프령 침입 이후, 아리아노스에 의하면 그는 기원전 328년에 다리우스 3세의 옛 장군인 아트로파테스 (아트루파트)를 사트라프로 임명하였다. 알렉산드로스 제국의 분할 당시, 메디아 남부는 마케도니아인 페이톤에게 주어졌으며, 알렉산드로스의 유산을 두고 장군들 간의 분쟁의 중심에서 다소 멀었던 북부는 아트로파테스에게 남겨졌다.
엑바타나가 있는 메디아 남부는 안티오고노스의 통치 하로 넘어갔고, 그 후에는 셀레우코스 1세에게 넘어간 반면 (기원전 310년경), 아트로파테스 본인은 자신의 사트라피를 유지해냈고 독립 왕국을 이루는 데 성공했다. 이에 따라 페르시아 요소가 들어간 국가의 분할이 지속되었으며, 이 북부 지방은 왕조 시조의 이름을 따 아트로파테네(플리니우스한테서는 '아트라파테네', 프톨레마이오스한테서는 '트로파테네)라 이름 붙여졌으며 이 명칭은 오늘날 아제르바이잔에 남아있다고 한다.'.
아트로파테네의 수도는 중앙 평야 지대의 가자카였으며, 프라스파성이 2005년 4월 아라즈강에서 고고학자들에게 발견되었다.
아트로파테네는 헬레니즘의 영향을 모든 서아시아 지역에서 가장 적게 받은 곳이었다. 그래서 아트로파테네에는 헬레니즘의 특징인 통치자를 묘사한 주화 단 하나조차도 존재하지 않는다. 메디아 남부는 한 세기하고도 반 세기간 셀레우코스 제국의 영토로 있었으며, 헬레니즘이 곳곳에 물들었다. 메디아는 폴리비오스에 의하면 주변 야만인들한테서 이곳을 보호하려는 알렉산드로스의 계획에 따라 그리스 도시들이로 둘러싸여 있었다. 엑바타나만이 옛 고유의 특서을 유지하고 있었다. 하지만 라가이는 그리스 도시 에우로포스(Εὐρωπός)가 되었으며, 이 도시와 함께 스트라본은 라오디케아, 아파메이아 헤라클레아 혹은 아카이스 등을 언급하는데 이 도시들 다수는 셀레우코스 1와 그의 아들 안티오코스 1세가 세운 것들이다.

### 아르사케스 시기
기원전 221년, 메디아 사트라프 몰론은 형제인 페르시스의 사트라프 알렉산드로스와 같이 독립을 시도하려 했으나 (몰론의 이름과 칭호가 새겨진 청동 주화들이 존재한다), 형제 안티오코스 대왕에게 진압당하고 처형당하였다. 같은 방식으로, 메디아 사트라프 티마르코스가 독립을 하고 바빌로니아를 정복하였다. 그의 주화에서 그 스스로를 티마르코스 대왕이라 칭하였다 하지만 다시 한번 셀레우코스의 데메트리오스 1세가 이 반란을 진압하는 데 성공하였고, 티마르코스는 처형당하였다. 하지만 데메트리오스 1세 때  셀레우코스 제국의 분열이 시작되었고, 주로 로마인들의 공작으로 발생했으며, 얼마 안 되어 기원전 150년경에 파르티아 왕 미트라다테스 1세가 메디아를 정복하였다. 안티오코스 7세 시데테스가 기원전 130년에 일시적으로 메디아에 대한 셀레우코스 지배력을 회복해냈으나, 엑바타나 전투에서 그의 패배 및 죽음으로 메디아에 대한 셀레우코스의 최종적 상실이 일어났다.
이 시기부터 메디아는 아르사케스 왕조 또는 파르티아인들의 소유가 되었으며, 이들은 라가이 또는 에우로포스의 이름을 '아르사키아'로 바꾸고, 메디아를 다섯 개 작은 지역들로 분할하였다. 226년에 메디아는 아트로파테네와 같이 파르티아에서 사산 제국에 넘어갔다.

## 언어와 문헌
메디아인들은 서이란어군의 일종인 메디아어를 구사했다.

## 갤러리

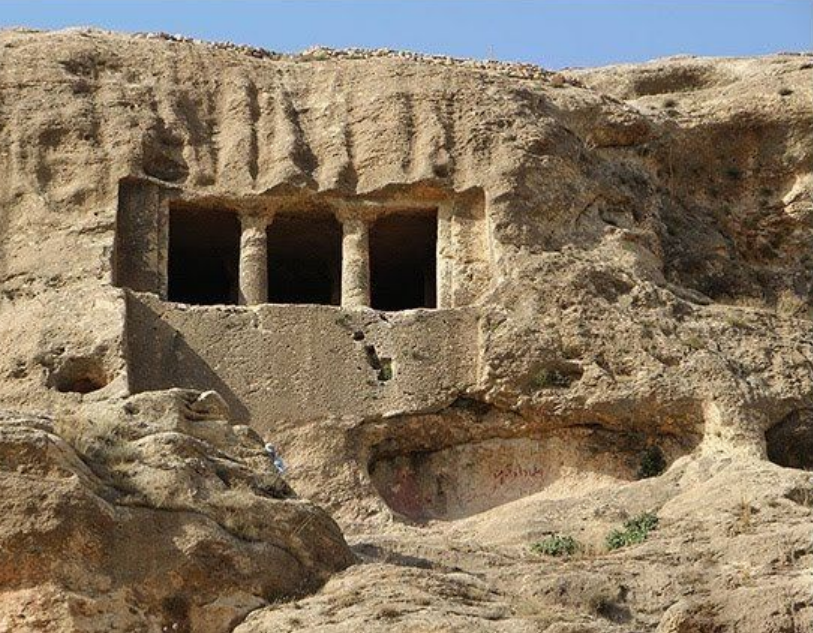
마하바드 파크리가에 있는 고대 메디아의 무덤

## 참고
1. ↑  A)"..and the Medes (Iranians of what is now north-west Iran).." 틀:EIEC. B) "Archaeological evidence for the religion of the Iranian-speaking Medes of the .." (Diakonoff 1985, 140쪽). C) ".. succeeded in uniting into a kingdom the many Iranian-speaking Median tribes" ( from Encyclopædia Britannica[1]). D) "Proto-Iranian split into Western (Median, ancient Persian, and others) and Eastern (Scythian, Ossetic, Saka, Pamir and others)..." (Kuz'mina, Elena E. (2007), 《The origin of the Indo-Iranians》, J. P. Mallory (ed.), BRILL, 303쪽, ISBN 978-90-04-16054-5) ...

## 참고 문헌
- Diakonoff, I. M. (1985). 〈Media〉.   Gershevitch, Ilya. 《The Cambridge History of Iran》 2. Cambridge: Cambridge University Press. 94–95쪽. ISBN 978-0-521-20091-2.

## 추가 서적 자료
- Hyland, John (2013). “Alexander's Satraps of Media”. 《Journal of Ancient History》 1 (2): 119–144. doi:10.1515/jah-2013-0008.